# Tak Matsumoto
Tak Matsumoto, pseudonimo di Takahiro Matsumoto (松本 孝弘?, Matsumoto Takahiro; Toyonaka, 27 marzo 1961), è un chitarrista giapponese, membro del duo hard rock B'z.

## Biografia
Nel 2004 egli ha formato il "Tak Matsumoto Group" con Eric Martin, Jack Blades, Brian Tichy.

## Discografia

### Album
1. 1988: Thousand Wave
2. 1992: Wanna Go Home
3. 1996: Rock N' Roll Standard Club
4. 1996: Thousand Wave Plus
5. 1999: Knockin' T' Around
6. 2002: Hana
7. 2003: The Hit Parade (con Izumi Sakai, Mai Kuraki e Koshi Inaba...)
8. 2004: TMG 1 (con Eric Martin dei Mister Big)
9. 2004: The House Of Strings (con l'orchestra filarmonica di Tokyo)
10. 2005: Theatre Of Strings (con Michiya Haruhata)